# Jay Som
Pour les articles homonymes, voir Som (homonymie).
 (juillet 2025).
 (juillet 2025).
La mise en forme du texte ne suit pas les recommandations de Wikipédia : il faut le « wikifier ».
Les points d'amélioration suivants sont les cas les plus fréquents. Le détail des points à revoir est peut-être précisé sur la page de discussion.
- Les titres sont pré-formatés par le logiciel. Ils ne sont ni en capitales, ni en gras.
- Le texte ne doit pas être écrit en capitales (les noms de famille non plus), ni en gras, ni en italique, ni en « petit »…
- Le gras n'est utilisé que pour surligner le titre de l'article dans l'introduction, une seule fois.
- L'italique est rarement utilisé : mots en langue étrangère, titres d'œuvres, noms de bateaux, etc.
- Les citations ne sont pas en italique mais en corps de texte normal. Elles sont entourées par des guillemets français : « et ».
- Les listes à puces sont à éviter, des paragraphes rédigés étant largement préférés. Les tableaux sont à réserver à la présentation de données structurées (résultats, etc.).
- Les appels de note de bas de page (petits chiffres en exposant, introduits par l'outil «  Source ») sont à placer entre la fin de phrase et le point final[comme ça].
- Les liens internes (vers d'autres articles de Wikipédia) sont à choisir avec parcimonie. Créez des liens vers des articles approfondissant le sujet. Les termes génériques sans rapport avec le sujet sont à éviter, ainsi que les répétitions de liens vers un même terme.
- Les liens externes sont à placer uniquement dans une section « Liens externes », à la fin de l'article. Ces liens sont à choisir avec parcimonie suivant les règles définies. Si un lien sert de source à l'article, son insertion dans le texte est à faire par les notes de bas de page.
- La présentation des références doit suivre les conventions bibliographiques. Il est recommandé d'utiliser les modèles {{Ouvrage}}, {{Chapitre}}, {{Article}}, {{Lien web}} et/ou {{Bibliographie}}. Le mode d'édition visuel peut mettre en forme automatiquement les références.
- Insérer une infobox (cadre d'informations à droite) n'est pas obligatoire pour parachever la mise en page.

Pour une aide détaillée, merci de consulter Aide:Wikification.
Si vous pensez que ces points ont été résolus, vous pouvez retirer ce bandeau et améliorer la mise en forme d'un autre article.
Melina Mae Cortez Duterte (née le 25 mars 1994), mieux connue sous son nom de scène Jay Som, est une auteure-compositrice-interprète, multi-instrumentiste, productrice et ingénieure de mixage américaine basée à Los Angeles. Son premier album Everybody Works est sorti sur Double Denim Records (Royaume-Uni et Japon) et Polyvinyl Records (reste du monde) en mars 2017, précédé de Turn Into, une collection de chansons qui ont d'abord attiré son attention en tant qu'auteure-compositrice-interprète. Le deuxième album home studio de Jay Som, Anak Ko, est sorti le 23 août 2019 via Polyvinyl, Lucky Number et Inertia.

## Début de la vie
Duterte est née à Walnut Creek, en Californie, et a grandi à Pleasanton et à Brentwood en Californie. Elle est la fille d'immigrants philippins et cite le milieu d'immigration et les coutumes culturelles de ses parents comme des influences majeures.
Duterte a grandi en jouant de la trompette et de la guitare et a commencé à écrire et à enregistrer de la musique à l'âge de 12 ans. Elle avait initialement prévu s'inscrire au conservatoire de musique en jazz, mais a plutôt décidé de se concentrer sur l'écriture de chansons. Après s'être inscrite au collège communautaire et avoir étudié la production musicale et l'enregistrement, elle a commencé à enregistrer dans son studio maison et à auto-éditer de la musique sous l'alias Jay Som. Ce nom a été créé à partir d'un générateur de prénoms de bébé en ligne et signifie «Lune de la Victoire».

## Carrière
En novembre 2015, Duterte publie neuf titres sur sa page Bandcamp sous le nom Untitled . Ils attirent l'attention en ligne malgré le fait qu'ils étaient destinés à être des démos, et ont finalement été réédités deux fois sous le nom de Turn Into, d'abord sous Topshelf Records, puis Polyvinyl Records en 2016. Après Turn Into, Duterte a ouvert pour Peter Bjorn et John, Mitski et Japanese Breakfast.
Everybody Works , le premier véritable album de Duterte en tant que Jay Som, sort le 10 mars 2017 sous Polyvinyl et Double Denim Records. Le premier single de l'album, 1 Billion Dogs précède la sortie de l'album en février. Duterte a déclaré que le son de l'album était influencé par Tame Impala, Yo La Tengo, les Pixies et E•MO•TION de Carly Rae Jepsen . Everybody Works a atterri sur les listes Best of 2017 de Pitchfork, NPR, Stereogum, Rolling Stone, Entertainment Weekly, Billboard et d'autres.
En janvier 2018, Duterte sort Pirouette et OK, Meet Me Underwater, des singles enregistrés lors des mêmes sessions que Everybody Works mais qui n'ont pas fini sur la liste finale des morceaux. En juin 2018, Duterte part en tournée avec The National à Dublin, en Irlande. Elle participe aussi à la tournée Tour 5 du groupe de rock alternatif Paramore.
En septembre 2018, Duterte sort un EP split Nothing's Changed avec le chanteur/compositeur Justus Proffit. L'EP se compose de 5 titres, tous enregistrés dans son studio d'enregistrement à domicile - où elle a également enregistré Everybody Works.
La suite de Everybody Works, Anak Ko, sort le 23 août 2019 via Polyvinyl.
Le 28 octobre 2020, Duterte annonce un nouveau projet Routine avec la bassiste de Chastity Belt, Annie Truscott, en sortant leur premier single Cady Road. Le premier EP de Routine , And Other Things, sort le 20 novembre via Friends Of/ Dead Oceans,.
En 2023, Duterte joue de la basse pour le groupe Boygenius dans le cadre de la tournée de leur disque, The Record. Cette année-là, Duterte produit également l'album Doom Singer de Chris Farren.

## Style musical et réception
Duterte interprète toute la musique de ses enregistrements et enregistre dans un studio de fortune dans sa chambre. Elle décrit son style comme de la «musique d'écouteurs».
Joe Coscarelli du New York Times a décrit la musique de Jay Som comme de la «pop de chambre à coucher DIY» et a noté son esthétique intime et lo-fi. Liz Pelly de Time Out New York a qualifié son son de «dream pop envoûtante et multidimensionnelle qui privilégie la réalité à l'évasion, s'inspirant de la pop classique et du funk». Pelly a également décrit le chant de Duterte comme «bas et languissant».
Pitchfork a comparé le son intime et la vulnérabilité de Jay Som à la musique de Phil Elverum et de Carly Rae Jepsen, et Duterte a déclaré que la musique d'Elverum avait eu un impact profond sur la sienne. Le karaoké et l'écoute de Yo La Tengo et My Bloody Valentine ont également influencé le style vocal de Duterte.

## Discographie

### Albums studio
| Titre                           | Détails | Positions dans les palmarès musicaux | Positions dans les palmarès musicaux |
| Titre                           | Détails | US HEAT.                             | US Indie                             |
| ------------------------------- | --- | ------------------------------------ | ------------------------------------ |
| Turn Into (recueil de chansons) | - Sortie : 22 juillet 2016 - Étiquette: Polyvinyl - Formats: Téléchargement numérique, streaming                     | —                                    | —                                    |
| Everybody Works                 | - Sortie : 10 mars 2017 - Étiquette: Polyvinyl, Double Denim - Formats: Téléchargement numérique, streaming          | 17                                   | 46                                   |
| Anak Ko                         | - Sortie : 23 août 2019 - Étiquette: Polyvinyl, Inertia, Lucky Number - Formats: Téléchargement numérique, streaming | 2                                    | 13                                   |
| Belong                          | - Sortie : 10 octobre 2025 - Étiquette: Polyvinyl - Formats: Téléchargement numérique, streaming                     |                                      |                                      |

### EP (extended plays)
| Titre                                             | Détails du PE                                                                                                   |
| ------------------------------------------------- | --- |
| Nothing's Changed (avec Justus Proffit)           | - Sortie : 28 septembre 2018 - Étiquette: Polyvinyl - Formats: Téléchargement numérique, streaming              |
| And Other Things (avec Routine et Annie Truscott) | - Sortie : 20 novembre 2020 - Étiquette: Friends Of, Dead Oceans - Formats: Téléchargement numérique, streaming |

### Simple

#### En tant qu'artiste principale
| Chanson                                             | Année | Album                                   |
| --------------------------------------------------- | ----- | --------------------------------------- |
| I Think You're Alright                              | 2016  | Simples n'apparaissant pas sur un album |
| Rush                                                | 2016  | Simples n'apparaissant pas sur un album |
| Radio Silence                                       | 2017  | Simples n'apparaissant pas sur un album |
| Lose                                                | 2017  | Simples n'apparaissant pas sur un album |
| Pirouette                                           | 2018  | Simples n'apparaissant pas sur un album |
| O.K., Meet Me Underwater                            | 2018  | Simples n'apparaissant pas sur un album |
| Invisible Friend (avec Justus Proffit)              | 2018  | Everything's Changed                    |
| Turn the Other Cheek                                | 2018  | Simples n'apparaissant pas sur un album |
| A Thousand Words                                    | 2020  | Simples n'apparaissant pas sur un album |
| Can't Sleep                                         | 2020  | Simples n'apparaissant pas sur un album |
| Hurry Home (avec No Rome et beabadoobee)            | 2020  | Simples n'apparaissant pas sur un album |
| Cady Road (avec Routine et Annie Truscott)          | 2020  | And Other Things                        |
| Calm and Collected (avec Routine et Annie Truscott) | 2020  | And Other Things                        |
| Anything at All (avec Bachelor et Palehound)        | 2021  | Doomin' Sun                             |
| Stay in the Car (avec Bachelor et Palehound)        | 2021  | Doomin' Sun                             |
| Sick of Spiraling (avec Bachelor et Palehound)      | 2021  | Doomin' Sun                             |
| I See It Now (avec Bachelor et Palehound)           | 2021  | Simple n'apparaissant pas sur un album  |
| Trouble (avec Troye Sivan)                          | 2022  | Three Months                            |
| If I Could (de I Saw the TV Glow)                   | 2024  | Bande sonore de I Saw the TV Glow       |

#### En tant qu'artiste vedette
|  | Titre                                             | Année | Album                                  |
|  | ------------------------------------------------- | ----- | -------------------------------------- |
|  | Home (Hrishikesh Hirway featuring Jay Som)        | 2022  | Simple n'apparaissant pas sur un album |
|  | Boring Again (Luna Li featuring Jay Som)          | 2022  | Duality                                |
|  | Sleepless (Bombay Bicycle Club featuring Jay Som) | 2023  | My Big Day                             |
|  | Milk (Dream, Ivoryfeaturing Jay Som)              | 2023  | Simple n'apparaissant pas sur un album |

#### En tant qu'artiste invitée
| Titre                        | Année | Autre(s) artiste(s) | Album                          |
| ---------------------------- | ----- | ------------------- | ------------------------------ |
| White Flag                   | 2017  | Various Artists     | Group Effort, Vol.1            |
| In Your Eyes (Reflection)    | 2021  | Anjimile            | Reunion                        |
| Mom and Dead - Jay Som Remix | 2021  | Owen                | The Avalanche Remixes          |
| Growing Pain                 | 2022  | Various artists     | Ocean Child: Songs of Yoko Ono |
| Boring Again                 | 2022  | Luna Li             | Duality                        |

## Vidéoclips
| Titre                 | Année | Directeur(trice)s                   | Ref.   |
| --------------------- | ----- | ----------------------------------- | ------ |
| Ghost                 | 2016  | Neil Davis                          | [ 24 ] |
| Baybee                | 2017  | Charlotte Hornsby et Jesse Ruuttila | [ 25 ] |
| One More Time, Please | 2017  | Christopher Good                    | [ 26 ] |
| The Bus Song          | 2017  | Michelle Zauner                     | [ 27 ] |
| Tenderness            | 2019  | Jackson James                       | [ 28 ] |
| Nighttime Drive       | 2019  | Han Hale                            | [ 29 ] |